# آبار الملك
قرية أبار الملك هي إحدى القرى التابعة لمركز أخميم بمحافظة سوهاج في جمهورية مصر العربية. حسب إحصاءات سنة 2006، بلغ إجمالي السكان في آبار الملك 15347 نسمة، منهم 8061 رجلا و7286 امرأة.